# Stars (musikal)
Stars är en svensk musikal från 2003, baserad på Ernst Lubitschs film Att vara eller icke vara från 1942, med manus av Staffan Götestam och Nick Bye. Sångerna skrevs av Anders Berglund och Sture Nilsson.
Premiären ägde rum på Göta Lejon 25 september 2003, men på grund av dålig biljettförsäljning lades uppsättningen ned redan 22 november samma år.

## Handling
Året är 1939 och Polen och Europa skall snart befinna sig mitt under brinnande krig. På en liten judisk teater i Warszawa presenterar Kabare Kovalski ett nummer som heter ”Hitlers falska mustasch”. Plötsligt kommer Dr. Bojarski från det Polska utrikesdepartementet och avbryter föreställningen. –”Order från högsta ort! Ingen får offentligt driva med Adolf Hitler.”
Det polska teatersällskapet med den självupptagne och demoniske Josef Kovalskli och hans vackra hustru Maria i spetsen tvingas se sina framgångsdrömmar på scenen krossade av tyska stridsvagnar. Teatern sätts under kontroll av Joseph Goebbels propagandaapparat. Men när det polska flygarässet Löjtnant Sobinski som förälskat sig i Maria Kovalski en kväll störtar in på teatern för att rapportera om den lömske dubbelagenten Professor Silecki - då börjar komedikarusellen snurra på riktigt!

## Göta Lejon 2003
- Regi Nick Bye
- Kostym Lars-Åke Wilhelmsson
- Producent Monika Götestam

- Josef Kovalskli - Dan Ekborg
- Maria Kovalskli - Petra Nielsen
- Löjtnant Sobinski - Linus Wahlgren
- Johan Wahlström
- Per Eggers
- Claes Ljungmark
- Stefan - Magnus Borén
- Kent Malmström